# Zandvulkaan

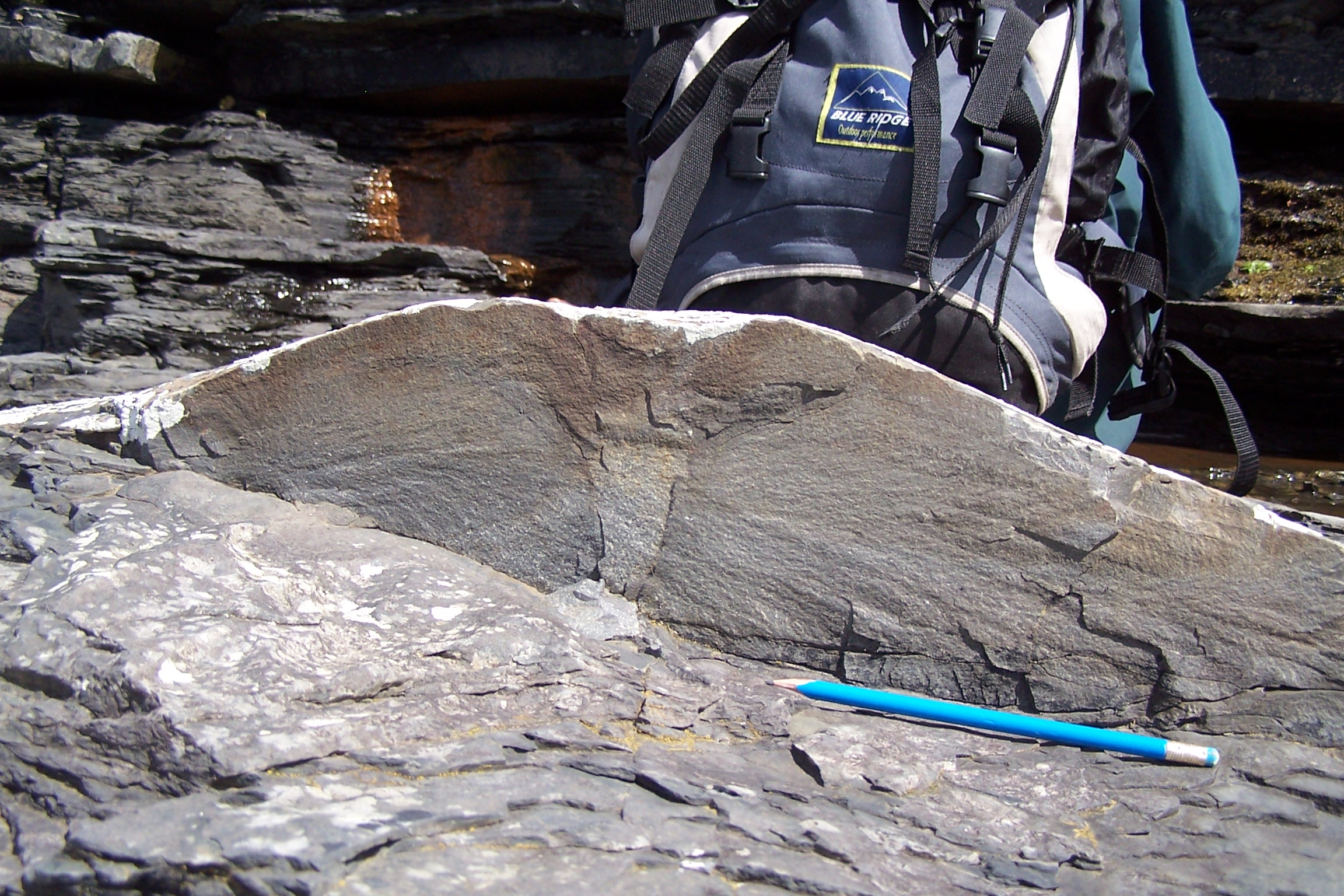
Doorsnede van een zandvulkaan. County Clare, Ierland.

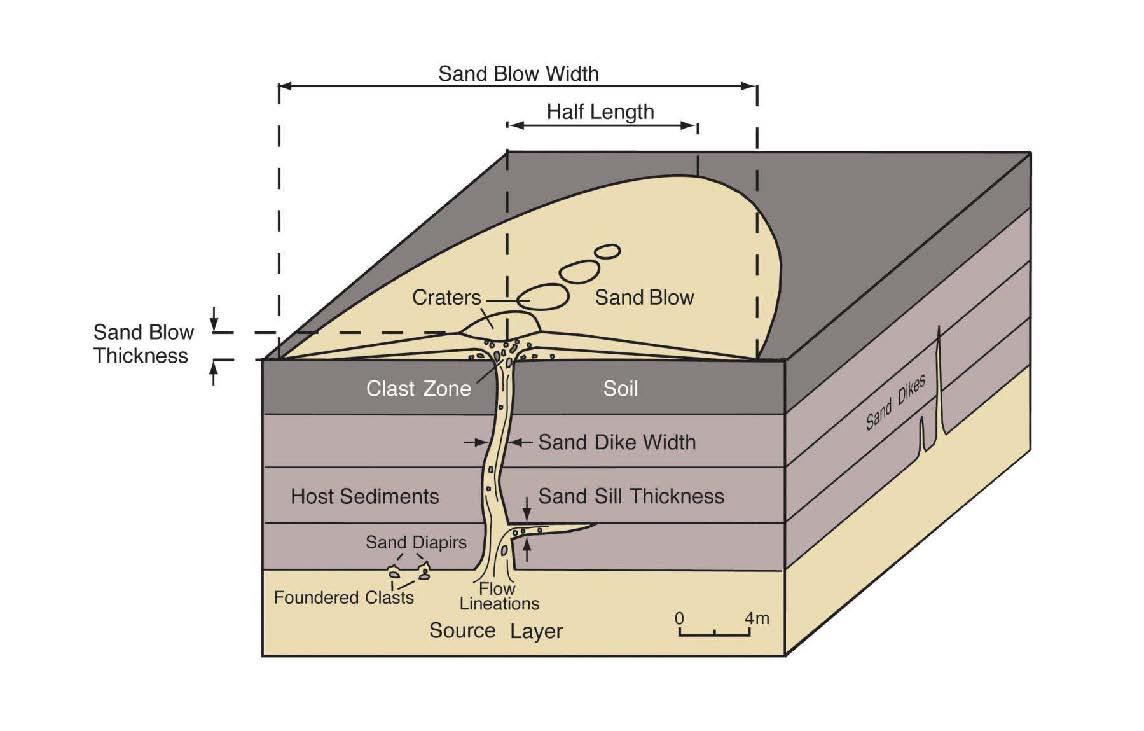
Ontstaan van zandvulkanen door bodemvervloeiing bij een aardbeving

Een zandvulkaan is een kegelvormige structuur van zand, gevormd door een uitbarsting vanaf een centraal punt, waar het zand lijkt over te koken of opgeblazen te worden - vandaar de Engelse benamingen sand boil of sand blow. Het zand vormt bij een dergelijke uitbarsting een kegel met hellingen gelijk aan de frictiehoek van het zand. Aan de top van de kegel is vaak een krater te zien waar het zand uitgestroomd is. Zandvulkanen doen qua vorm wel denken aan echte vulkanen maar zijn gewoonlijk slechts enkele millimeters tot een paar tientallen meters groot.
Zandvulkanen ontstaan door dichtheidsverschillen in de ondergrond, vooral wanneer liquefactie van een zandige laag optreedt. Het zand zal zich als een vloeistof gedragen en op zwakke plekken door competentere lagen heen breken om daar zandvulkanen te vormen. Liquefactie van zandlagen kan versneld worden wanneer er een grote spanning op het materiaal komt te staan, bijvoorbeeld door aardbevingen of in de onmiddellijke nabijheid van bewegende gletsjers.
Naast rivieren, met name als deze dreigen over te stromen, kan het water zich onder de dijk een weg zoeken (piping) en als een zandvulkaan tevoorschijn komen. Gewoonlijk probeert men dit te beheersen door er met zandzakken een ring omheen te bouwen, waarin de waterkolom de druk op de zandvulkaan van bovenaf doet toenemen.

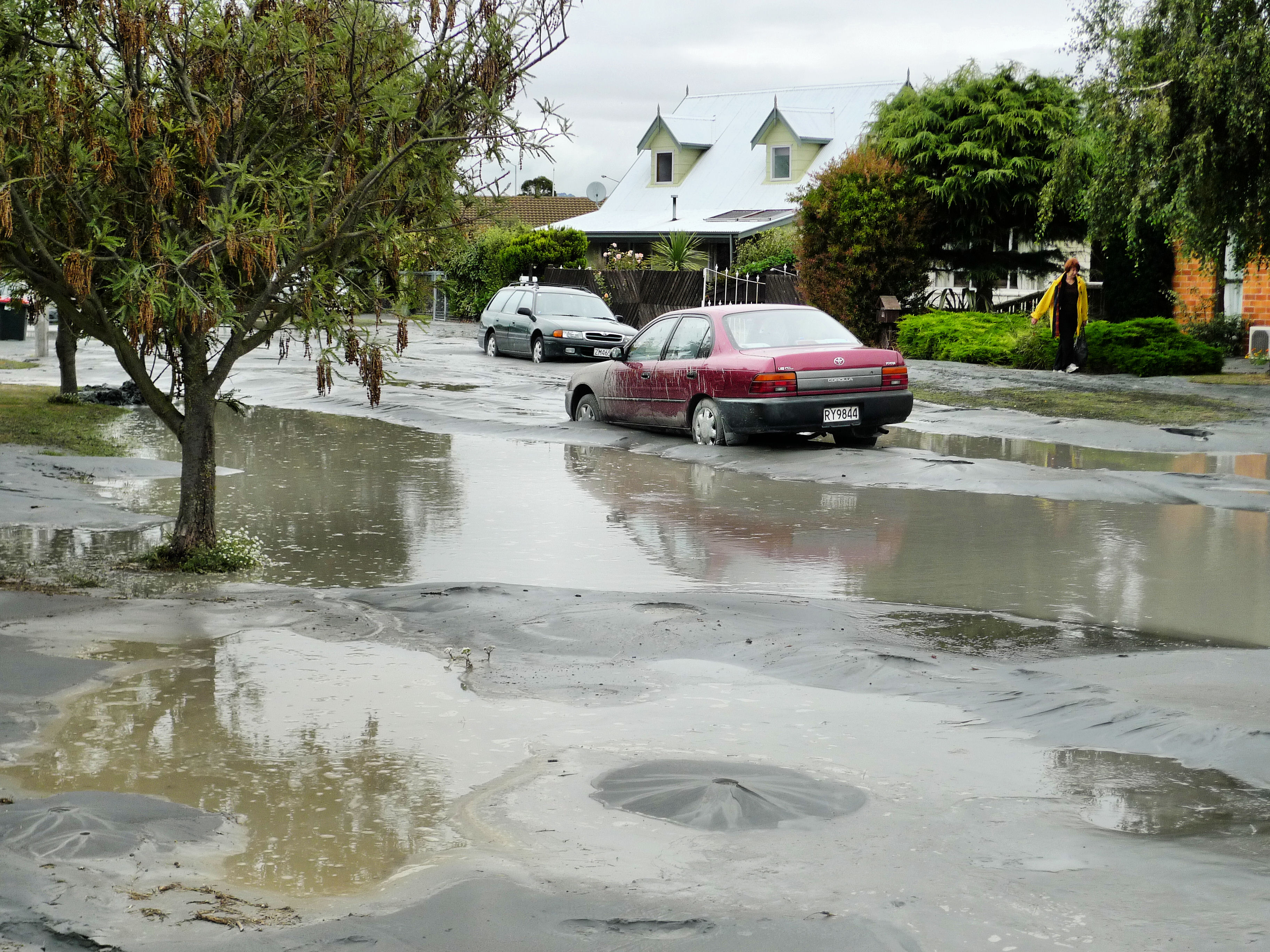
Zandvulkanen en met slib bedekte straat in Christchurch na de aardbeving in 2011

Bij de aardbevingen van New Madrid (1811-1812) ontstonden talrijke zandvulkanen, waarvan er nog duizenden goed zichtbaar zijn als lichtgekleurde vlekken in het landschap. Hier ontstond toen de grootste zandvulkaan ter wereld, plaatselijk bekend als the Beach; hij bevindt zich in de buurt van Hayti, heeft een lengte van 2,3 kilometer en bedekt meer dan 55 hectaren.

Sporen van liquefactie, zoals zandvulkanen of sedimentaire dykes, kunnen gebruikt worden om te onderzoeken waar en wanneer in het verleden aardbevingen plaatsvonden. Een moddervulkaan is een structuur die door vergelijkbare processen ontstaat.

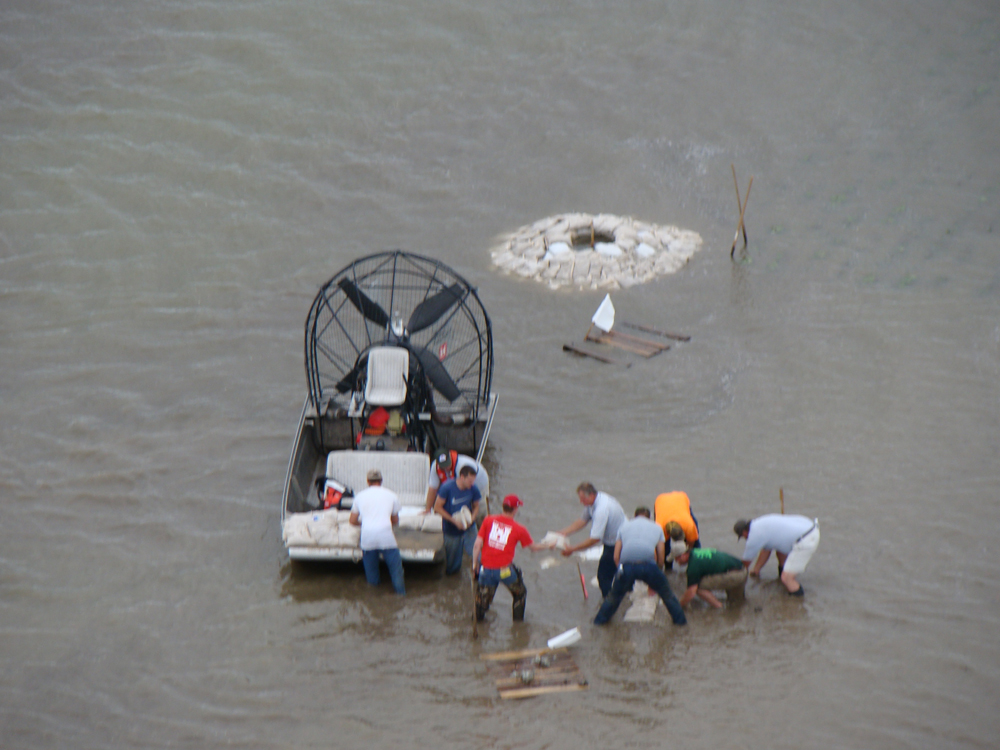
Poging een zandvulkaan te stoppen met zandzakken bij de overstromingen van de Missouri in 2011